# Hôtel Galpin
L'hôtel Galpin, ou château Ternaux, est un hôtel particulier parisien situé 11 bis rue d'Auteuil et rue du Buis dans le 16e arrondissement de Paris (quartier d'Auteuil). L'hôtel, œuvre de l'architecte Nicolas Dulin, aujourd'hui partiellement inscrit monument historique, fait désormais partie du lycée Jean-Baptiste-Say, dont il constitue le pavillon central.

## Histoire
Le site appartenait à l'abbaye Sainte-Geneviève de Paris depuis 1109. Dans ce qui était alors le village d'Auteuil, il s'agissait d'un vaste domaine autour de l'église Notre-Dame-d'Auteuil, compris entre la Seine et les actuels boulevard Exelmans et les rues Boileau, d'Auteuil et Wilhem. Vers 1650, le terrain situé entre les actuelles rues Chardon-Lagache et Boileau est vendu par l'abbaye.

### Hôtel Galpin
À ce niveau, un hôtel particulier est construit avant 1727 pour Sébastien-Joseph Galpin, écuyer, conseiller du roi, trésorier de France au bureau des finances de la généralité de Paris, qui a acquis la propriété en 1714.
Il choisit pour architecte Nicolas Dulin, architecte et contrôleur des bâtiments du roi.

### Château Ternaux
En 1804, c'est le manufacturier Étienne Ternaux-Rousseau qui rachète la propriété, qui prend dès lors le nom de « château Ternaux ». Il conserve et embellit le parc, mais il y étudie aussi l'élevage de moutons mérinos et de chèvres du Tibet, récemment introduits en France, avec la laine desquels il parvient à fabriquer des châles, dits cachemires français ou châles Ternaux, en concurrence avec les cachemires de l'Inde. Il meurt dans son château en 1830.
Les industriels Jean-François et Guillaume Laveissière sont les derniers propriétaires du domaine Ternaux, qu'ils avaient acquis comme maison de campagne. M. Laveissière morcèle le parc, lotit des terrains et finit par vendre les 6 hectares restant en 1852.

### Institution Notre-Dame d'Auteuil
En 1852, le château Ternaux devient, pour la première fois, un établissement scolaire. En effet, après que l'abbé Poiloup a décidé de céder son institution de Vaugirard aux pères jésuites qui vont en faire le collège de l'Immaculée-Conception, l'abbé Lévêque, professeur de sciences et préfet des études de Poiloup, acquiert la propriété d'Auteuil et y ouvre l'Institution Notre-Dame à la rentrée suivante avec deux cents élèves et une vingtaine de professeurs. D'un coût de 1200 francs, la pension scolaire comprend « un abonnement pour le médecin, le chirurgien, le dentiste, le pédicure et le coiffeur »,.
Le domaine est de plus en plus réduit, notamment avec le percement dans les années 1860 de la rue Molitor et de la rue de la Municipalité (actuelle rue Chardon-Lagache).
Après la mort de l'abbé Lévêque en 1864 et malgré les efforts des abbés Chardon et Valframbert, l'Institution Notre-Dame ne survit pas à la guerre de 1870 : elle ne rouvre pas après la dernière distribution des prix du 27 juillet 1870.

### École puis lycée Jean-Baptiste-Say

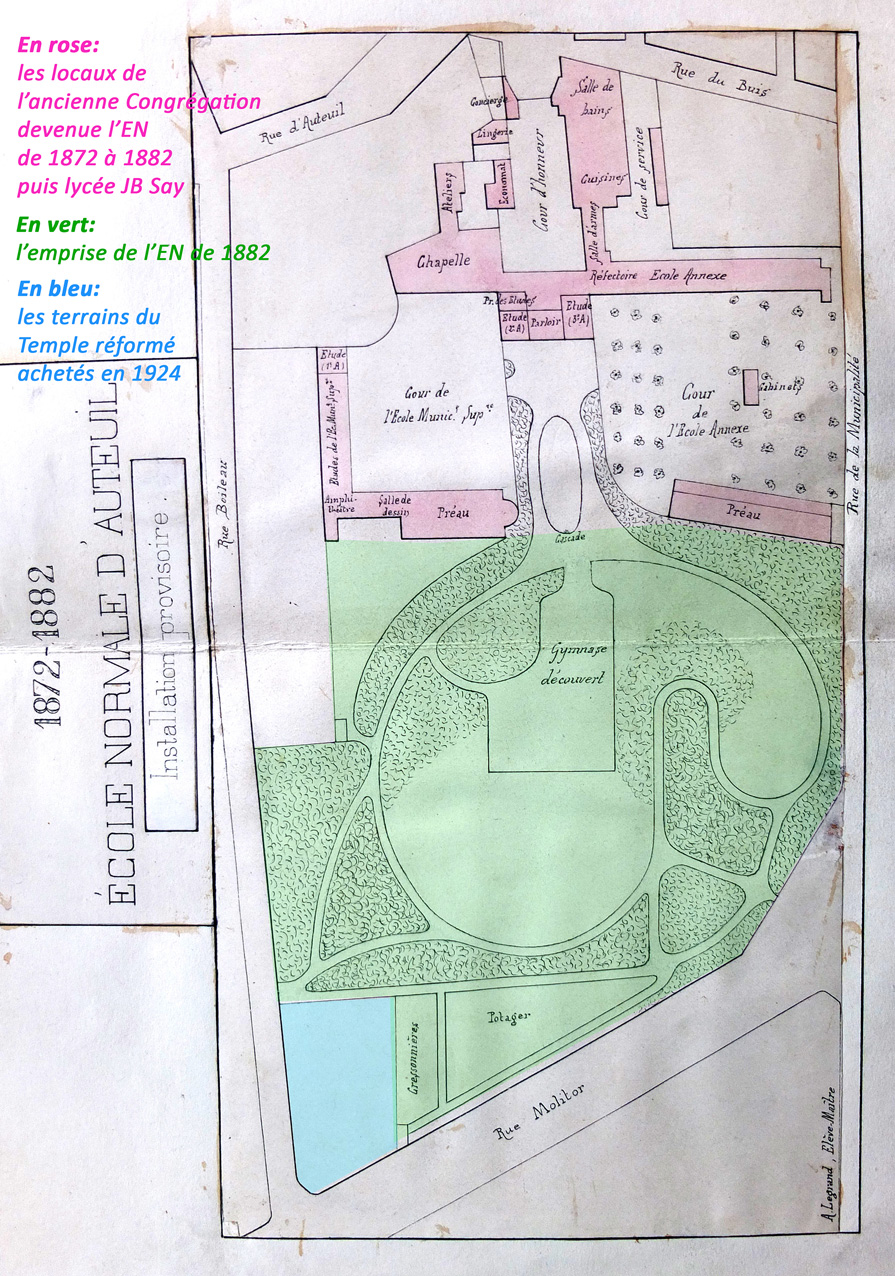
Plan du site à la fin du XIXe siècle : l'École normale d'instituteurs siège dans les années 1870 dans ce qui deviendra le lycée Jean-Baptiste-Say. Au sud, le parc, où seront construits les bâtiments de l'École normale au début des années 1880.

En 1872, la municipalité parisienne rachète l'hôtel et ce qui reste du parc pour y installer la nouvelle École normale d'instituteurs de Paris. Le site accueille aussi une école municipale supérieure (EPS), nommée en 1875-1876 école Jean-Baptiste-Say. Au niveau de l'ancien parc, sur une parcelle qui donne 10 rue Molitor, l'École normale d'instituteurs de Paris déménage en 1882 dans de nouveaux bâtiments construits par l'architecte Léon Salleron, laissant l'hôtel à la seule école Jean-Baptiste-Say, futur lycée (voir plan ci-contre),.
L'hôtel fait partie intégrante du lycée, ce qui a ainsi permis de sauvegarder l'un des derniers hôtels particuliers d'Auteuil, bien qu'il soit entouré de bâtiments scolaires modernes érigés entre 1882 et 1897. Il est inscrit partiellement au titre des monuments historiques par arrêté du 19 octobre 1928. La protection porte sur la façade donnant sur la première cour, ainsi que sur la décoration du parloir (boiseries et rosaces du plafond) et celle du bureau du proviseur.

## Architecture
L'hôtel figure dans l'Architecture française de Mariette en 1727 : élévation côté cour et côté jardin, élévation de l'un des côtés, profil coupé par le milieu du salon et vestibule, plans du rez-de-chaussée et du premier étage.
Le domaine est ainsi décrit en 1753 : « Un corps de logis presque quarré, auquel on arrive par une grande cour ornée de tilleuls en palissade, attenant laquelle cour en sont deux autres avec écuries, remises, grenier, logement de jardinier et glacière, chapelle et sacristie entre les deux cours, grand jardin, autre servant de potager ».
De nos jours, l'hôtel donne sur une cour d'honneur, entouré de bâtiments construits après le rachat par la ville de Paris. L'historien de Paris Jacques Hillairet note que « la partie centrale de l'attique de ce pavillon sur la cour et sur le jardin a été surmontée d'un fronton triangulaire » et que « la façade sur cour [est] décorée de pilastres et de colonnes engagées ». Une photographie de la cour de l'école en 1899, qui diffère de celle d'aujourd'hui pour ses ailes latérales, est reproduite dans son Dictionnaire historique des rues de Paris.